# Penning
 Denne artikel omhandler møntenheden. Opslagsordet har også en anden betydning, se Penning (flademål).
Penning er en ældre møntenhed, der som den eneste blev udmøntet i Danmark i den tidlige middelalder. Der gik 192 penninge på en mark (i den tidlige middelalder dog 240) og 12 på en skilling.

## Ekstern henvisning
- Penning Arkiveret 10. marts 2005 hos  Wayback Machine

| Artikelstump | Spire Denne artikel om penge eller valuta er en spire som bør udbygges. Du er velkommen til at hjælpe Wikipedia ved at udvide den. |